# Ачарья, Амрита
Амри́та Ача́рья (англ. Amrita Acharia, непальск. अमृता आचार्य; 1987, Катманду, Непал) — норвежско-британская актриса непальско-украинского происхождения.

## Биография
Амрита Ачарья родилась в 1987 году (по другим данным, 24 декабря 1990 года) в Катманду (Непал) в семье непальского доктора Ганеша Ачарья и его жены-украинки. В разные годы она жила в Непале, на Украине и в Англии, а в 13 лет вместе с семьёй переехала в Норвегию. Владеет английским, норвежским, русским и украинским языками. Окончила среднюю школу в Норвегии, а в 2009 году — Академию живых и записанных искусств в Великобритании, куда она переехала сразу после окончания школы, чтобы начать кинокарьеру.
Начиная с 2010 года, Амрита сыграла более чем в двадцати фильмах и телесериалах. В 2011—2012 годы Ачарья играла роль Ирри в телесериале «Игра престолов».

## Фильмография
| Год       |     | Русское название              | Оригинальное название      | Роль               |
| --------- | --- | ----------------------------- | -------------------------- | ------------------ |
| 2011      | ф   | Двойник дьявола               | The Devil's Double         | школьница          |
| 2011—2012 | с   | Игра престолов                | Game of Thrones            | Ирри               |
| 2013      | ф   | Я твоя                        | I'm yours                  | Мина               |
| 2014      | ф   | Операция «Мёртвый снег» 2     | Død Snø 2                  | Рейдун             |
| 2016      | кор | Поцелуй Дьявола в темноте     | Kiss the Devil in the Dark | Лилли              |
| 2017      | с   | Красный карлик                | Red Dwarf                  | Грета              |
| 2017—2019 | с   | Госпиталь хорошей кармы       | The Good Karma Hospital    | Доктор Руби Уолкер |
| 2018      | ф   | Белая камера                  | White Chamber              | Рут                |
| 2018      | ф   | Генезис                       | Genesis                    | Алекса Брукас      |
| 2018      | ф   | Добро пожаловать в Кьюриосити | Welcome to Curiosity       | Зои                |
| 2018      | с   | Сиби и Дэн                    | Sibi and Dan               | Кейт               |
| 2018      | ф   | Добро пожаловать в Кьюриосити | Welcome to Curiosity       | Зои                |
| 2019      | мф  | Потерянное звено              | Missing Link               | Ама Ламу           |
| 2020      | с   | Потому что ночь               | Because the Night          |                    |

## Награды и номинации
| Год  | Премия                         | Номинация                                               | Роль                      | Результат |
| ---- | ------------------------------ | ------------------------------------------------------- | ------------------------- | --------- |
| 2012 | Премия Гильдии киноактёров США | Лучший актёрский состав в драматическом сериале         | Игра престолов            | Номинация |
| 2014 | Аманда                         | Лучшая актриса                                          | Я твоя                    | Номинация |
| 2016 | Filmed in Utah Awards          | Лучшая актриса второго плана: короткометражный/сериал   | Поцелуй Дьявола в темноте | Номинация |
| 2016 | Northern Light Talent          |                                                         |                           | Победа    |
| 2018 | Maverick Movie Awards          | Лучшая актриса второго плана: короткометражный          | Поцелуй Дьявола в темноте | Номинация |
| 2018 | Maverick Movie Awards          | Лучший ансамбль: короткометражный                       | Поцелуй Дьявола в темноте | Номинация |
| 2019 | Maverick Movie Awards          | Лучшее существо                                         | Поцелуй Дьявола в темноте | Номинация |
| 2019 | Maverick Movie Awards          | Лучшая актриса второго плана, короткометражный фильм    | Поцелуй Дьявола в темноте | Номинация |
| 2020 | CinEuphoria Awards             | Почётная награда (вместе с остальной съёмочной группой) | Игра престолов            | Победа    |